# افسونگری (فیلم ۲۰۰۲)
ویشکرافت یا افسونگری (به انگلیسی: Wishcraft) یک فیلم اسلشر آمریکایی محصول سال ۲۰۰۲ به کارگردانی ریچارد ونک با بازی مایکل وستون و الکساندرا هولدن است. فیلمنامه مربوط به نوجوانی است که طلسمی دریافت می‌کند که می‌توان با او سه آرزو کرد.

## داستان
یک دانش آموز دبیرستانی به نام برت بامپرز (مایکل وستون) روزی بسته‌ای مرموز دریافت می‌کند. این شامل یک توتم آلت تناسلی گاو نر با یادداشتی است که توضیح می‌دهد که سه آرزو را برآورده می‌کند. اولین آرزویش این است که سامانتا (الکساندرا هولدن) با او به یک رقص بهاری برود. روز بعد سامانتا او را به رقص دعوت می‌کند و او شک می‌کند که آیا واقعاً آرزویش محقق شده‌است. برت دومین آرزویش را می‌کند که سامانتا دوست دخترش شود و در واقع عاشق او شود. روز بعد، سامانتا از کودی (دوست پسراش) جدا می‌شود و با برت رابطه جنسی برقرار می‌کند. و …

## بازخوردها
وب‌سایت بیاند هالیوود به این فیلم نقد مثبتی داد و اظهار داشت: «فیلم شیک و براقیت هالیوود را ندارد، اما با فیلم‌نامه‌ای شگفت‌انگیز خوب و بازیگران خوب همه‌جانبه، فقدان جلای بصری را جبران می‌کند»